# Гвіздівська сільська рада
Гві́здівська сільська́ ра́да — орган місцевого самоврядування в Корецькому районі Рівненської області. Адміністративний центр — село Гвіздів.

## Загальні відомості
- Гвіздівська сільська рада утворена в 1989 році.
- Територія ради: 16,935 км²
- Населення ради: 1 228 осіб (станом на 2001 рік)
- Територією ради протікає річка Корчик.

## Населені пункти
Сільській раді підпорядковані населені пункти:
- с. Гвіздів

## Склад ради
Рада складається з 16 депутатів та голови.
- Голова ради: Бухал Василь Олександрович
- Секретар ради: Павлюк Валентина Іванівна

### Керівний склад попередніх скликань
| Прізвище, ім'я, по батькові | Основні відомості                                                                       | Дата обрання | Дата звільнення |
| --------------------------- | --------------------------------------------------------------------------------------- | ------------ | --------------- |
| Коптійчук Віктор Васильович | Сільський голова, 1962 року народження, освіта середня спеціальна, член Народної партії | 26.03.2006   | 31.10.2010      |
| Коптійчук Віктор Васильович | Сільський голова, 1962 року народження, освіта середня спеціальна, член Народної партії | 31.10.2010   | 25.10.2015      |
| Бухал Василь Олександрович  | Сільський голова                                                                        | 25.10.2015   |                 |

Примітка: таблиця складена за даними сайту Верховної Ради України